# 朝はトコトン菊水丸
朝はトコトン菊水丸（あさはトコトンきくすいまる）は毎日放送ラジオ（MBSラジオ）で2001年10月1日から2003年9月26日まで放送されていたラジオ番組。

## 主な番組内容
今日はこれ知っときなはれ
知っておいたらその日1日困らないであろうニュースをきっかり10項目紹介。それぞれのニュースに菊水丸が一言コメントを付け加えたりした。
5分でゴメンネ!生電話
各界を代表する論客が曜日ごとに電話で出演した。月曜日は当時長野県知事であった作家の田中康夫、火曜はノンフィクションライターの家田荘子、水曜は吉本興業所属のタレント西川のりお、後にプロ野球解説者の福間納と交替となった。木曜は芸能リポーターの梨元勝。金曜は衆議院議員であり、菊水丸とも親交の深かった辻元清美が出演したが秘書給与流用疑惑が週刊新潮によって報じられ、本人はこのコーナーのでその報道を否定していたが、その翌週から番組もしくは菊水丸と辻元本人との連絡がとれなくなり、そして再び出演することはなかった。後日、菊水丸の携帯電話に辻元本人からのメッセージが吹き込まれ、菊水丸はその録音を番組内でそのまま流したため辻元との間で若干軋轢が生じることとなった。(その後の辻元の経過は辻元清美秘書給与流用事件の項を参考のこと。)その後金曜は新たに当時吉本興業常務であった木村政雄の担当となった。しかししばらくして木村は吉本興業を退社することとなり、そのためこの電話出演もともに終了となった。また木村はこの件とは無関係でこの番組への電話出演をすっかり忘れ出演しなかった、ということがあった。そしてその後金曜は、当時大阪府知事であった太田房江が出演することとなった。
朝からトコトン言いまっせ
新聞などから興味を惹いたニュースを毎朝ひとつ取り上げ、菊水丸がじっくりとそのニュースについて論評した。

## 放送時間の変遷
- 2001年10月1日-2002年10月4日　6:45-7:45　毎週月-金曜日
- 2002年10月7日-2003年9月26日　6:00-7:45　毎週月-金曜日

## 出演者
- 河内家菊水丸　月曜〜金曜
- 土谷多恵子　月曜・火曜　開始から数週間のみの荒生が就任するまでの出演であった。
- 荒生暁子　月曜・火曜　2003年春まで
- 六車奈々　月曜・火曜　2003年春-最終回
- 三島ゆり子　水曜〜金曜
- 立原啓裕　月曜〜金曜　5分程度の1コーナーのみの出演。